# 청뜰로
청뜰로(靑뜰路, Cheongtteul-ro)는 서울특별시 강동구 상일동 12-4에서 경기도 하남시 초일동 38-1까지를 잇는 도로이다. 도로명은 큰 연못과 나무 숲이 많이 우거져 붙여진 푸른 뜰이란 뜻의 자연마을이름을 반영했다.

## 주요 경유지
서울특별시
- 강남구 (상일동)

경기도
- 하남시 (풍산동 - 초일동)